# Vicarious Visions Alchemy
Vicarious Visions Alchemy (ранее Intrinsic Alchemy) — игровой движок, разработанный компанией Intrinsic Graphics и позднее приобретенный Vicarious Visions для использования в собственных разработках. Движок неоднократно подвергался усовершенствованиям. Поддерживается ПК под управлением Microsoft Windows или Linux, Mac, а также игровые игровые консоли Xbox, Xbox 360, Xbox One, PlayStation 2, PlayStation 3, PlayStation 4, GameBoy Advance, GameCube, Wii, Nintendo DS, Nintendo Switch и PSP.

## Технические характеристики
Движок «Vicarious Visions Alchemy» создавался с прицелом на оптимальное использование мощностей шестого и седьмого поколения игровых консолей, но также поддерживает и персональный компьютер (в этом случае, рендеринг изображения может выполняться как в режиме DirectX, так и OpenGL). Представляя собой типичное связующее программное обеспечение (англ. “middleware”), движок состоит из нескольких связанных между собой компонентов, однако каждый из этих компонентов может быть использован и отдельно (в связке с решениями других производителей). Так, например, «Pirates of the Burning Sea» используют только графическую часть «Alchemy».
Поддерживается повершинное и попиксельное освещение, проекционные и объемные тени, текстурирование с техникой бамп-маппинга, шейдерные эффекты и несколько видов анимации для персонажей (инверсная кинематика и скелетная анимация). Также предусмотрен эффект, который обрабатывает изображение, придавая ему стиль рисованного мультфильма.

## Игры, использующие Vicarious Visions Alchemy

Скриншот из игры Beautiful Katamari.

- 2002 — Hooters Road Trip от Hoplite Research (ПК, PlayStation)
- 2002 — Dogs Playing Poker от Slightly Subtle Technology (ПК)
- 2002 — ZooCube от Acclaim (ПК, GameCube, Game Boy Advance, PlayStation 2)
- 2003 — Enigma: Rising Tide от GMX Media (ПК)
- 2003 — Crash Nitro Kart от Vicarious Visions (PlayStation 2, GameCube, Game Boy Advance, Xbox)
- 2004 — Gradius V от Treasure и G.rev (PlayStation 2)
- 2004 — Кузя Жукодром от ITE Media[англ.] (ПК, PlayStation 2)
- 2004 — X-Men: Legends от Raven Software (GameCube, PlayStation 2, Xbox)
- 2005 — X-Men: Legends II — Rise of Apocalypse от Raven Software (ПК, GameCube, PlayStation 2, PSP, Xbox)
- 2005 — Graffiti Kingdom от HOT-B (PS2)
- 2006 — Marvel: Ultimate Alliance от Raven Software (PS2, PS3, PSP, Xbox, X360), Vicarious Vision (PSP, Wii), Beenox (ПК), Barking Lizards Technologies (GBA)
- 2007 — Spider-Man 3 от Vicarious Visions (PS2, Wii) (версия для ПК использует другой движок)
- 2007 — Beautiful Katamari от Namco Bandai (Xbox 360)
- 2008 — Корсары Online: Pirates of the Burning Sea от Flying Lab Software (ПК) (только графическая часть)
- 2017 — Crash Bandicoot N. Sane Trilogy от Vicarious Visions (PS4), Toys for Bob (Nintendo Switch), Iron Galaxy Studios (ПК)